# Powstanie Pawluka
Powstanie Pawluka (ukr. Повстання Павлюка) – antyfeudalne i antyszlacheckie powstanie chłopsko-kozackie na Naddnieprzu w 1637 roku, pod wodzą Pawła Pawluka. 
Sygnał do powstania dali Kozacy nierejestrowi, którzy w Korsuniu przechwycili artylerię Kozaków rejestrowych i wywieźli ją na Sicz Zaporoską. Powstańczy zagon kozacki bez kłopotów zapuścił się na Naddnieprze. W konsekwencji Paweł Pawluk wydał 12 (22 n. st.) sierpnia 1637 roku uniwersał do Kozaków i czerni – chłopów zamieszkujących Ukrainę naddnieprzańską – w którym ogłosił się „hetmanem wojska zaporoskiego” i wzywał go powstania. 
Hetman Mikołaj Potocki szybko zebrał armię koronną do stłumienia antyfeudalnego powstania. Pawluk prowadził swe wojska od Czerkas na Moszny, gdzie czekał na niego emisariusz Karpo Skidan z posiłkami. Wbrew nadziejom polskim, Kozakom udało się połączyć i siły kozackie wzrosły niepomiernie. Armia składała się jednak w znacznej mierze z chłopów – wojska niewyćwiczonego, słabo uzbrojonego i skłonnego do paniki. Dlatego zaraz w pierwszym większym starciu – pod Kumejkami (16 grudnia 1637), wojska polskie zwyciężyły Kozaków dowodzonych przez Pawluka i Skidana. Pawluk uszedł do Czehrynia, gdzie naprędce przeorganizował niedobitki swojej armii i przybyłe tam posiłki, a tabor pozostawił pod komendą Dymitra Huni, który jednak nie potrafił zachować armii i również poniósł porażkę, uchodząc w kierunku Borowicy. 
Pod Borowicą doszło do połączenia sił Huni i Pawluka, które utworzyły nowy tabor. Kozacy otoczeni przez wojsko Rzeczypospolitej nie widzieli jednak szans na pomyślne zakończenie walk i dlatego zdecydowali się na kapitulację. 
24 grudnia pisarz wojska zaporoskiego, Bohdan Chmielnicki, podpisał w Borownicy w imieniu Kozaków akt kapitulacji: 

..poprzysięgamy i na to wszystko i dla wiecznej i nieśmiertelnej pamiątki, tak pokarania nas za wszystkie występki nasze, aby na potomne czasy nie bywało takowych buntów, jako i miłosierdzia nad nami pokazanego, to pismo i obowiązek nasz krwawy pod pieczęcią wojskową i z podpisem pisarza wojskowego daliśmy, który to obowiązek nasz zawsze przy regestrach wojskowych ma być abyśmy byli pamiętni tego pokarania naszego jako miłosierdzia Jego Królewskiej Mości wszystkiej Rzeczypospolitej....

Kozacy zgodzili się na zaprzestanie walki i amnestię w zamian za wydanie przywódców. Na wieść o tym Hunia i Skidan zbiegli, lecz Pawluka ujęto i przekazano w ręce polskie. W Warszawie wykonano na nim dawny wyrok śmierci. Część powstańców wziętych do niewoli nabito na pal.
Ordynacja wojska zaporoskiego regestrowego w służbie Rzeczypospolitej będącego uchwalona przez Sejm (marzec - kwiecień 1638) uznawała: 

„wszelkie ich [Kozaków] dawne iurisdykcye, starszeństwa, prerogatywy, dochody y insze decora [zaszczyty] przez wierne posługi ich od Przodkow naszych nabyte; a teraz przez tę rebelią stracone, perpetuis temporibus [na wieczne czasy] im odejmujemy, chcąc mieć tych, ktorych fortuna belli [losy wojny] żywych servavit [zachowały], za chłopy obrocone w pospólstwo”

Rejestr kozacki ograniczono do 6 tysięcy. Dowództwo nad nim pełnił szlachecki komisarz wyznaczany przez Sejm na wniosek hetmanów koronnych, również stopnie pułkowników i asawułów zastrzeżono dla szlachty, setników zaś dla Kozaków, dobrze Nam [królowi] y Rzpltey zasłużonych (jednym z nich został Chmielnicki). Wprowadzono też inne ograniczenia, w tym zakaz wypływania na morze. Komisarz miał wydawać Kozakom paszporty, a za podróż na Zaporoże bez paszportu groziła kara śmierci. Za chwytanie lekceważących zakaz odpowiadał komendant Kudaku.
Po kapitulacji taboru pod Borowicą walki tliły się całą zimę, by na wiosnę wybuchnąć ponownie, pod wodzą Ostrzanina (Ostranicy) (powstanie Ostranicy).
Represje popowstaniowe oraz zmiany prawne (konstytucja sejmowa z 1638 roku), zalecające, aby traktować Kozaków jak w chłopy obrócone pospólstwo, do których dołączono hasła religijne i narodowe, stały się głównymi przyczynami wybuchu w 1648 roku kolejnego powstania pod wodzą Bohdana Chmielnickiego.